# Castel Paganica
Castel Paganica è una frazione di Montereale, in provincia dell'Aquila, in Abruzzo, situata all'interno del Parco nazionale del Gran Sasso e Monti della Laga. Transita qui un tratto della grande Ippovia del Gran Sasso.

## Storia
Il paese ha origini antiche, ci sono ritrovamenti sul monte Castiglione risalenti all'epoca del bronzo e all'epoca Romana. Sulla sommità del monte Mozzano vi era una torretta militare di avvistamento posta sui Picchi di Aielli.
Notizie certe di Castel Paganica si hanno a partire dal 1300 - 1400 come si deduce da vecchie costruzioni.
Il Palazzo Moscone posto all'entrata del paese è del XVI secolo circa. La frazione, come tutta la zona dell'Alto Aterno, fu devastata dal terribile terremoto del 1703 che causò 4 morti e distrusse molte abitazioni.
Da Castello ai primi del XX secolo emigrarono molte persone alla volta dell'America in cerca di lavoro. Da Castello parte una strada carrozzabile che raggiunge i piani di Aielli per poi ridiscendere dal versante di Pizzoli.
È raggiungibile dall'Aquila (circa 30 km) con la SS 80 e poi la SS 260  e dista 140 km da Roma via autostrada A24.